# Coreopsis grandiflora
Coreopsis grandiflora là một loài thực vật có hoa trong họ Cúc. Loài này được Hogg ex Sweet mô tả khoa học đầu tiên năm 1826.